# Robiac-Rochessadoule
Robiac-Rochessadoule è un comune francese di 861 abitanti situato nel dipartimento del Gard, nella regione dell'Occitania.

## Società

### Evoluzione demografica
Abitanti censiti